# Eldspruta m/41
Eldspruta m/41, kort esp m/41, är en svensk eldspruta tillverkad av AGA AB som användes under 1940-talet och fram till 1960-talet.

## Beskrivning

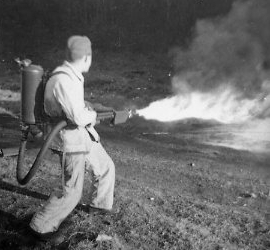
Demonstration av eldspruta m/41, 1940-tal.

Eldsprutan består av en oljebehållare med tryckgasanordning och bäranordning, slang samt strålrör med avfyringsinrättning och tändgasanordning. 

### Måttuppgifter
Sprutans längd är 3050 millimeter varav behållaren 650 millimeter, slangen 1300 millimeter och strålröret 1100 millimeter. Behållarens volym är 10,5 liter. Tryck i behållaren är 7 at ö (atmosfäriskt övertryck), säkerhetsventilen öppnar vid 10 at ö. Total vikt, stridsfärdig, är 29,3 kilogram. 

### Övriga data
Strållängd olja är cirka 25 meter, och strållängd vatten är cirka 20 meter. Flammans temperatur med brännolja är 800-1000 °C.